# Amazfit
Amazfit es una marca de dispositivos portátiles inteligentes establecida en septiembre de 2015. Sus productos son fabricados por Zepp Health, e incluyen relojes inteligentes, bandas de actividad física, y equipos relacionados con la salud y el deporte.
En enero de 2020, asistió al Consumer Electronics Show 2020 en Las Vegas . A mediados de octubre de 2021, Amazfit actualizó su identidad de marca con el eslogan "Up Your Game".

## Historia
En 2016, se presentó el primer reloj inteligente de Amazfit. En abril de 2017, lanzó Amazfit Health Band.
Un chipset de desarrollo propio llamado "Huangshan-1"  se exhibió en el Mobile World Congress y se aplicó a dispositivos Amazfit en 2019.
En julio de 2019, la lente del módulo fotoeléctrico de un reloj inteligente Amazfit se desprendió y provocó quemaduras en la piel de un usuario .
Después del lanzamiento de los relojes inteligentes de la serie Amazfit GTR, se revelaron algunos problemas, como que la pantalla era fácil de rayar y la posición estaba muy cambiada, lo que afectaba el uso.
En abril de 2020, su empresa matriz se asoció con un laboratorio dirigido por Zhong Nanshan para usar dispositivos portátiles para rastrear enfermedades respiratorias .
En octubre de 2021, cooperó con el diseñador Christian Cowan y la marca con sede en Copenhague Heliot Emil, que integró los relojes de Amazfit en sus espectáculos de la Semana de la Moda de París .
En julio de 2022, la compañía envió su producto más reciente, el T-Rex 2, al espacio para una acción promocional, anunciando un nuevo GTS 4 Mini.
En septiembre de 2022, la compañía presentó GTS 4 y GTR 4 relojes inteligentes con GPS de polarización circular de doble banda. 